# اسماعیل العجمی
اسماعیل العجمی (عربی: اسماعيل بن سليمان العجمي؛ زادهٔ ۹ ژوئن ۱۹۸۴) بازیکن فوتبال اهل عمان است.
از باشگاه‌هایی که در آن بازی کرده‌است می‌توان به باشگاه ورزشی النصر کویت، باشگاه ورزشی ام صلال، باشگاه فوتبال الفیصلی عربستان سعودی، باشگاه ورزشی الکویت، باشگاه فوتبال النهده عمان، باشگاه ورزشی الشمال و باشگاه ورزشی کاظمه کویت اشاره کرد.
وی همچنین در تیم ملی فوتبال عمان بازی کرده‌است.